# هيلينا سكوت
هيلينا سكوت (بالإنجليزية: Helena Scott)‏ هي رسامة توضيحية أسترالية، ولدت في 11 أبريل 1832 في سيدني في أستراليا، وتوفيت في 24 نوفمبر 1910 في Harris Park ‏ في أستراليا.

## معرض صور

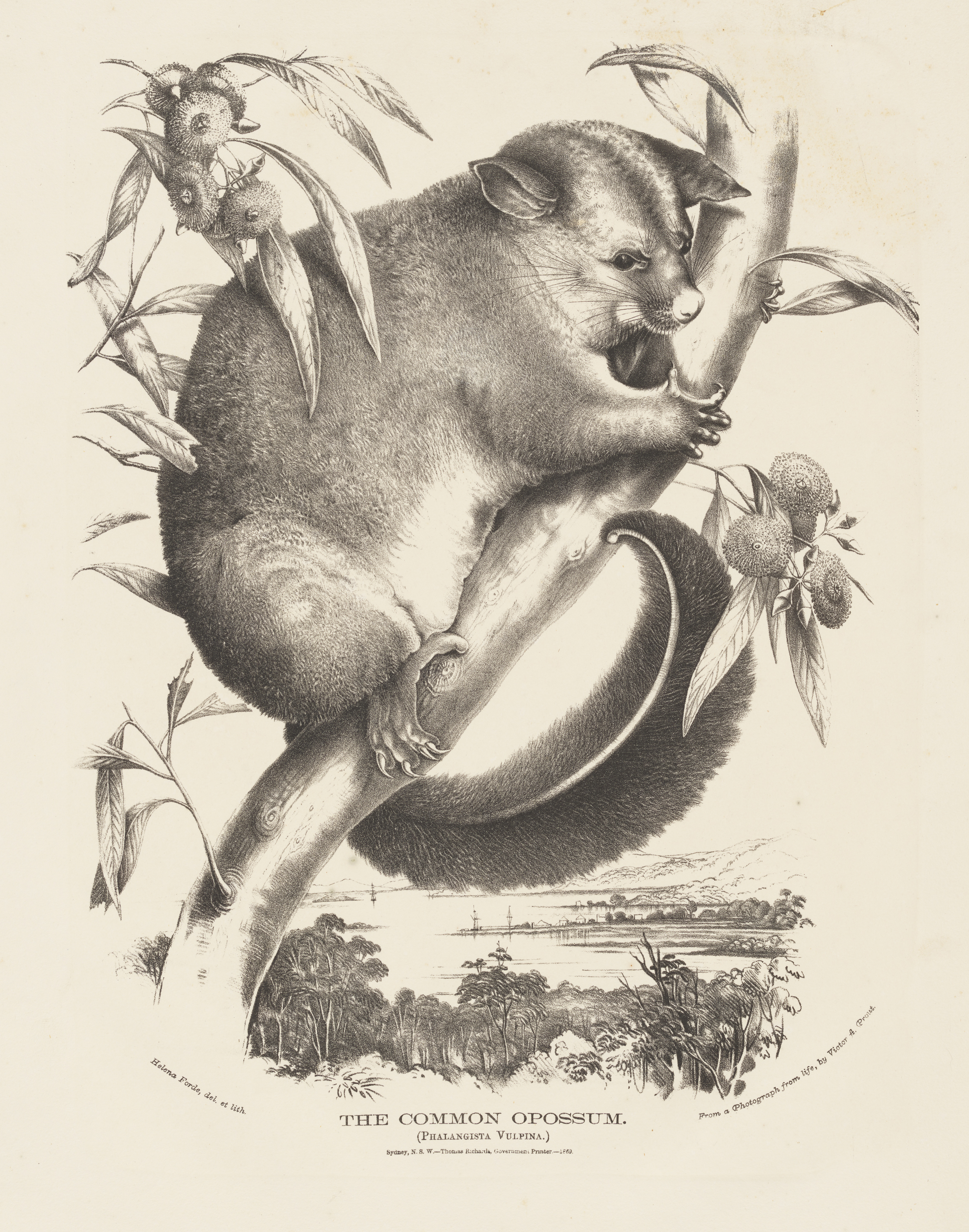
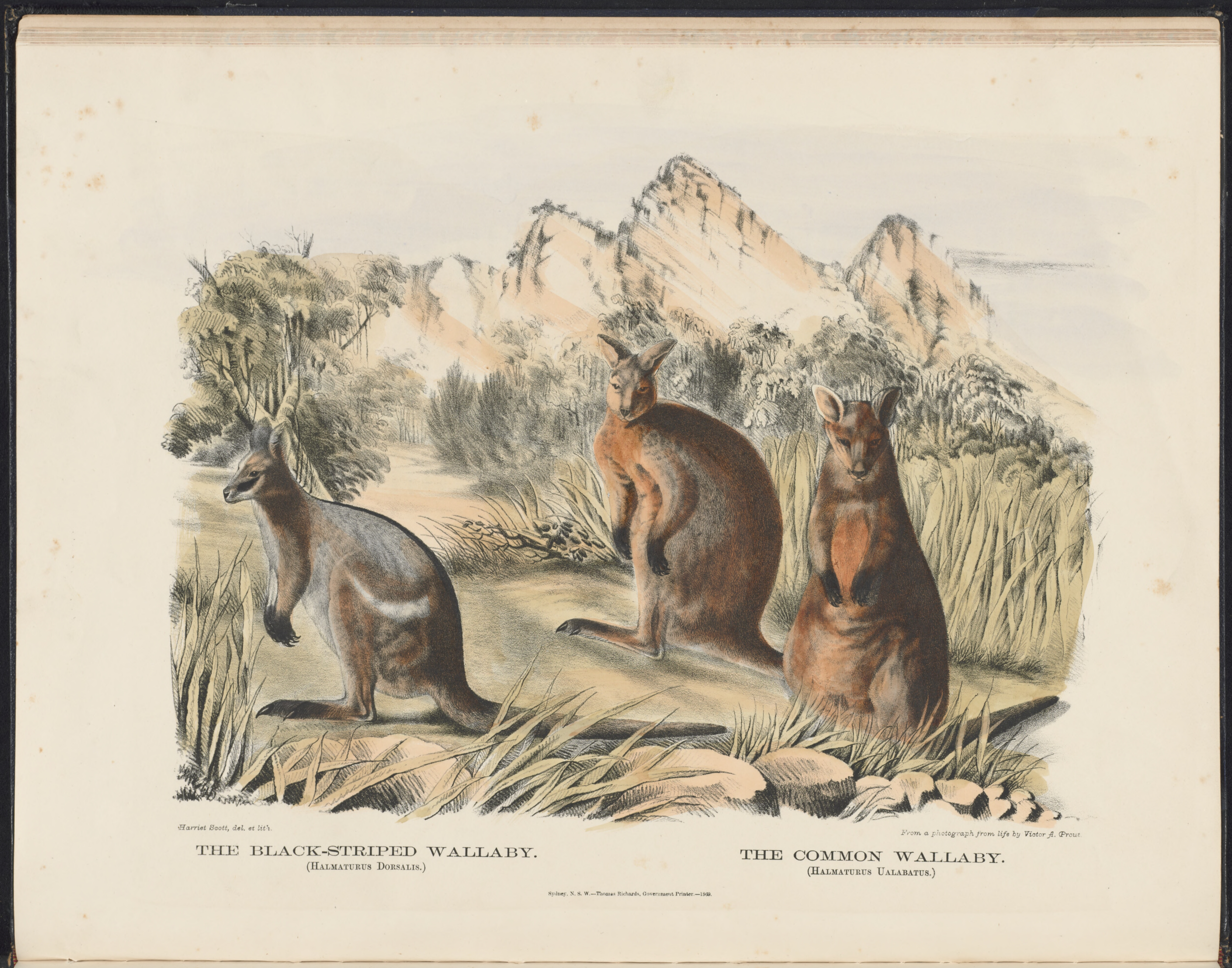
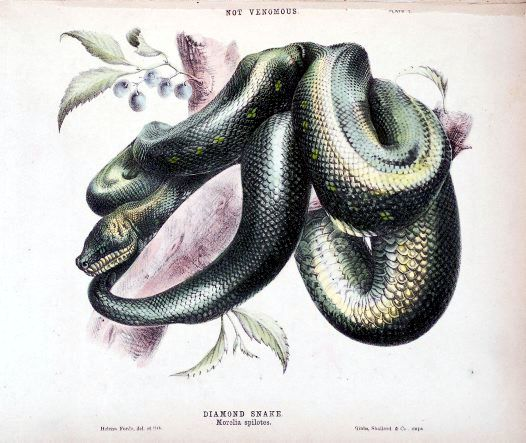
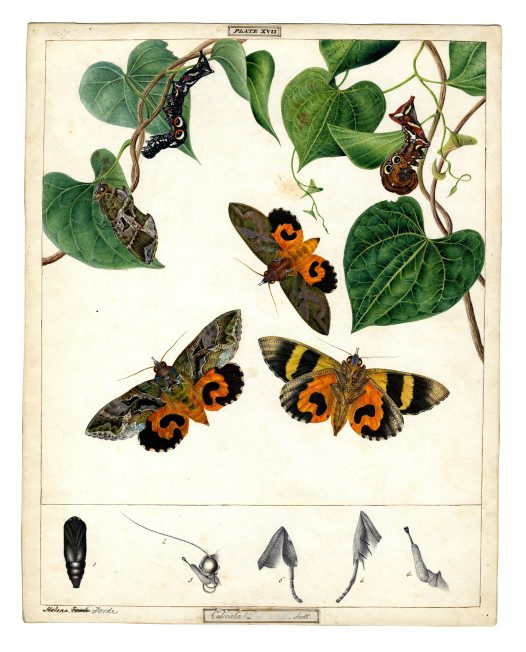
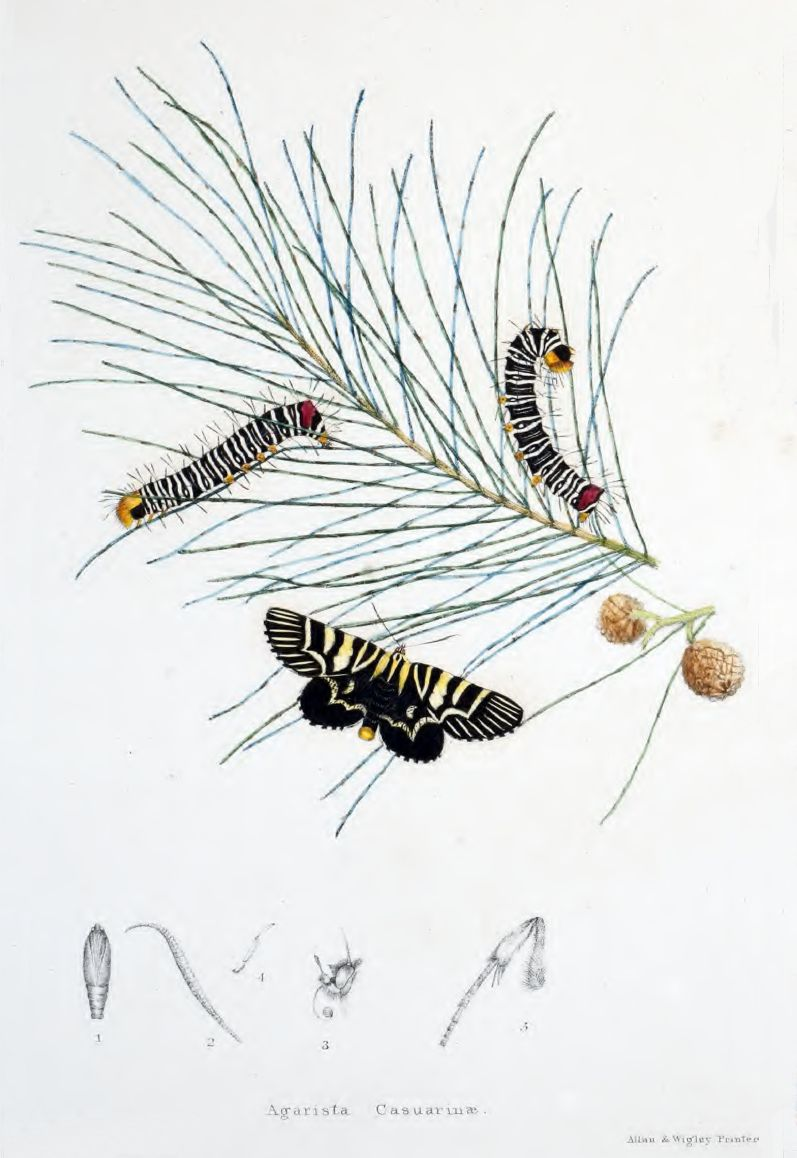